# Mount Stephen, British Columbia
Mount Stephen är ett berg i Kanada.   Det ligger i provinsen British Columbia, i den centrala delen av landet, 3 000 km väster om huvudstaden Ottawa. Toppen på Mount Stephen är 3 199 meter över havet, eller 1 053 meter över den omgivande terrängen. Bredden vid basen är 13,7 km. Mount Stephen ingår i Bow Range.
Terrängen runt Mount Stephen är huvudsakligen bergig, men åt sydost är den kuperad.Trakten runt Mount Stephen är nära nog obefolkad, med mindre än två invånare per kvadratkilometer.. Närmaste större samhälle är Lake Louise, 17,8 km öster om Mount Stephen. 
Trakten runt Mount Stephen består i huvudsak av gräsmarker.